# Euproctis semaea
Euproctis semaea är en fjärilsart som beskrevs av Collenette 1956. Euproctis semaea ingår i släktet Euproctis och familjen tofsspinnare. Inga underarter finns listade i Catalogue of Life.